# Traumatismo

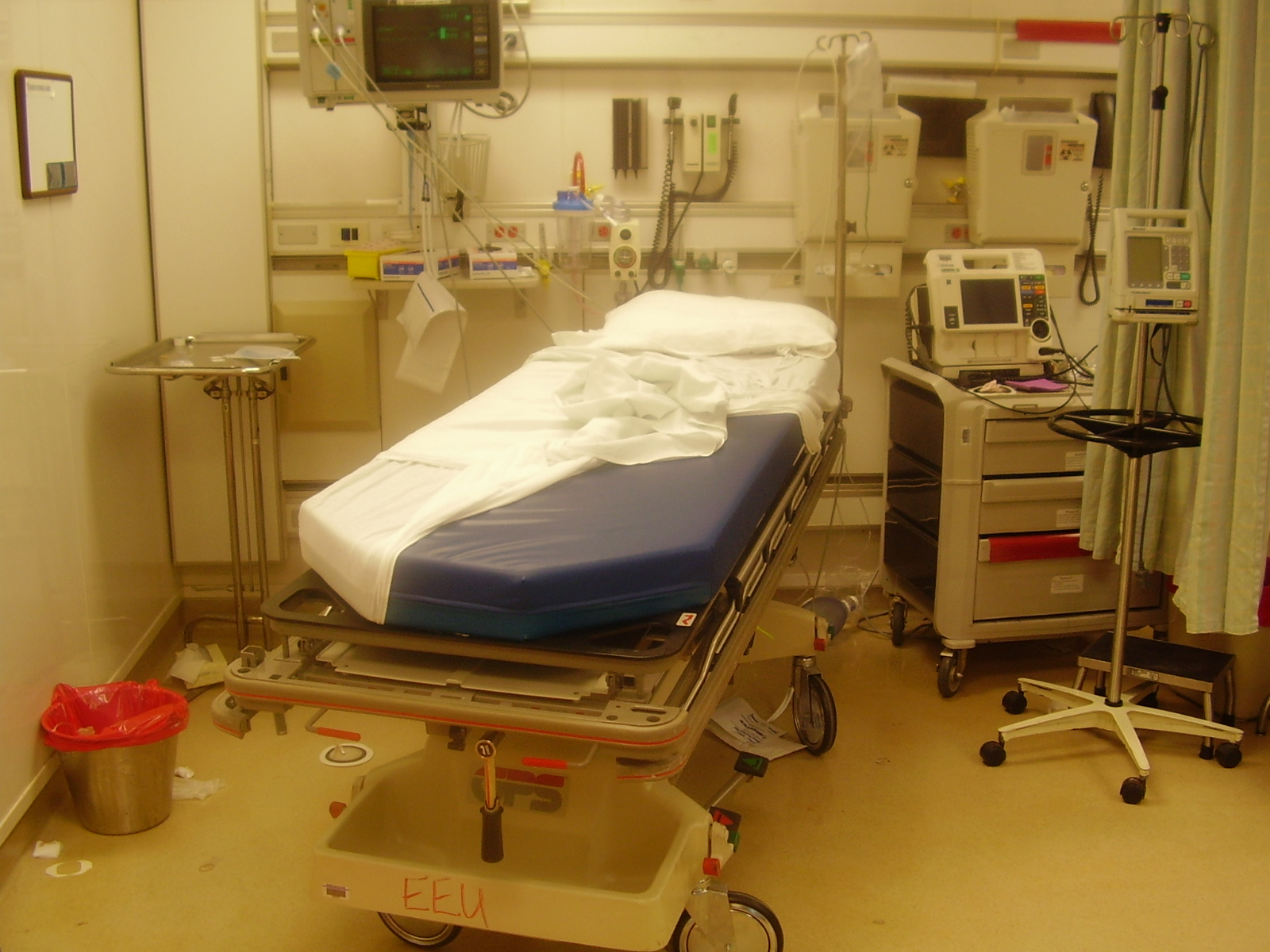
Sala de cuidados intensivos después de una intervención para tratar un traumatismo, se observa el equipamiento altamente tecnificado que existe en los hospitales modernos.

Un traumatismo ("daño de los tejidos orgánicos o de los huesos producido por un golpe", etimológicamente) es una situación en la que hay daño físico en el cuerpo. En medicina, sin embargo, se identifica por lo general como paciente traumatizado a alguien que ha sufrido heridas serias que ponen en riesgo su vida y que pueden provocar complicaciones secundarias tales como shock, paro respiratorio y muerte.
El tratamiento de una lesión grave suele correr a cargo de un profesional sanitario y varía mucho en función de la naturaleza de la lesión. Las accidentes de tránsito son la causa más común de lesiones accidentales y muertes relacionadas con lesiones entre los seres humanos. Las lesiones son distintas de las afecciones crónicas, traumas psicológicos, infecciones o procedimientos médicos, aunque las lesiones pueden ser un factor que contribuya a cualquiera de ellos.

## Traumatismo en los tejidos blandos
Se considera una herida la pérdida de continuidad de la piel o de las mucosas como consecuencia de un traumatismo, provocando la comunicación del interior del cuerpo con el exterior.
Las heridas se pueden clasificar según el agente que las provoca en incisas, punzantes, contusas, con pérdida de sustancia, por desgarro, en colgajo y especiales; y según el factor de gravedad por la profundidad, localización, extensión, sucias y/o con cuerpos extraños en su interior, con hemorragia y las no tratadas.

## Traumatismos dentales
Son lesiones que se producen en los dientes, huesos y demás tejidos de sostén, como consecuencia de un impacto físico contra   los mismos;  la conservación de los tejidos dentarios constituye el objetivo primordial  en este caso. Una seria amenaza a este objetivo significa la frecuencia cada vez mayor de niños, adolescentes afectados que llega a constituir un problema estomatológico común que siempre debe ser considerado como una situación de urgencia a diagnosticar y tratar de inmediato, de forma rápida y certera por el odontólogo.

## Traumatismo en las extremidades
Como consecuencia de la aplicación de una fuerza sobre el esqueleto, de forma directa o indirecta, se puede producir una lesión en los sistemas óseo-articular o en el muscular. Un traumatismo en las extremidades pocas veces origina una situación de riesgo vital pero, dependiendo de su primer tratamiento, puede ocasionar discapacidades importantes. Para el diagnóstico hay que recurrir normalmente a radiografías, resonancia magnética nuclear, artroscopias y artrocentesis.
En las lesiones traumáticas de las extremidades podemos encontrar:

### Esguinces
Separación momentánea de las superficies articulares que produce un estiramiento de los ligamentos (a veces ruptura) generalmente después de efectuar un movimiento forzado (torcedura) de la articulación en un sentido determinado.
A veces, este esguince, o la ruptura de un ligamento, puede arrancar un fragmento de hueso que solo se detectará radiológicamente; por eso es necesario llevar al accidentado a un centro sanitario.

### Luxaciones
Lesión que involucra el cambio de posición de la articulación y la separación de sus huesos.

### Fracturas
Pérdida de continuidad de un tejido óseo. Abarca desde una pequeña fisura hasta la rotura total del hueso con desplazamiento de los dos extremos de la fractura del hueso.

## Traumatismo en el cráneo y cara
Los traumatismos en el cráneo y en la cara son especialmente importantes, ya que la intensidad del golpe puede afectar al sistema nervioso central (SNC), localizado dentro de la cavidad craneal. Así, después de un traumatismo craneal, nos podemos encontrar ante una herida simple de la cabeza o la cara, una fractura craneal, signos de afectación cerebral o varias de ellas conjuntamente.
El riesgo más importante es la afectación del sistema nervioso central, provocando una destrucción de las neuronas cerebrales con secuelas permanentes o que pueden causar la muerte del accidentado. Siempre que nos encontremos ante un traumatismo craneal debemos sospechar la posibilidad de una lesión en la columna vertebral.
En los traumatismos craneales podemos encontrar:

### Heridas que afectan a la cabeza (craneales)
La piel de la cabeza es muy gruesa y se desplaza con cierta facilidad sobre la superficie del cráneo; esto provoca que, en caso de traumatismo, su desprendimiento sea fácil originando las llamadas heridas en escala.
La gran presencia de vasos sanguíneos en la zona hace que estas heridas sean muy sangrantes, y por ello habitualmente en el tratamiento de estas lesiones suele ser prioritaria la detención de la hemorragia.

### Fracturas y contusiones del cráneo
Cuando se presenta una fractura del cráneo, lo más importante es la posible lesión del encéfalo. Si la fractura es abierta es fácilmente observable, porque puede llegar a verse el tejido nervioso.

Los traumatismos de la cara pueden tener importancia tanto si implican lesiones en la boca-nariz, por su implicación en la función respiratoria, como si implican a órganos propios de los sentidos (oído, vista, gusto, olfato).

## Traumatismo en la columna vertebral
La columna vertebral como conjunto de huesos no presenta un riesgo por la fractura de una vértebra en sí misma, sino por la posible lesión que pueda producirse en la médula espinal.
La lesión medular implica siempre una lesión traumática en la estructura músculo esquelética, ósea y en los ligamentos.
Los traumatismos en la región cervical (cuello), con independencia de las lesiones óseas y medulares que puedan existir, pueden tener afectadas estructuras blandas, situadas en la parte anterior.

## Traumatismo en el tórax
Traumatismos que producen lesiones en el tórax o en alguno de los órganos que contiene. Los traumatismos torácicos pueden comprometer tanto la vía aérea directamente, como las funciones cardíaca y respiratoria, y, por tanto, implican un riesgo vital para la víctima.

Según el mecanismo de producción, las lesiones pueden ser cerradas, en las que no existe alteración de la piel ni de la pared torácica, o lesiones abiertas, en las que la cavidad pleural está perforada, y esto comporta el colapso del pulmón y la pérdida de su capacidad con la consiguiente dificultad respiratoria..

## Traumatismo en el abdomen
Cualquier alteración que se provoca en la cavidad abdominal a consecuencia de un impacto o agresión externa.
Los traumatismos abdominales pueden comprometer a diferentes órganos contenidos dentro del abdomen que forman parte del aparato digestivo, a gruesos vasos sanguíneos, al sistema urinario y al sistema endocrino.
Podemos encontrarnos ante lesiones cerradas, en las que no existe alteración de la piel ni de la pared abdominal, o ante lesiones abiertas, en las que la pared abdominal ha resultado rota o penetrada por un objeto.

## Quemaduras

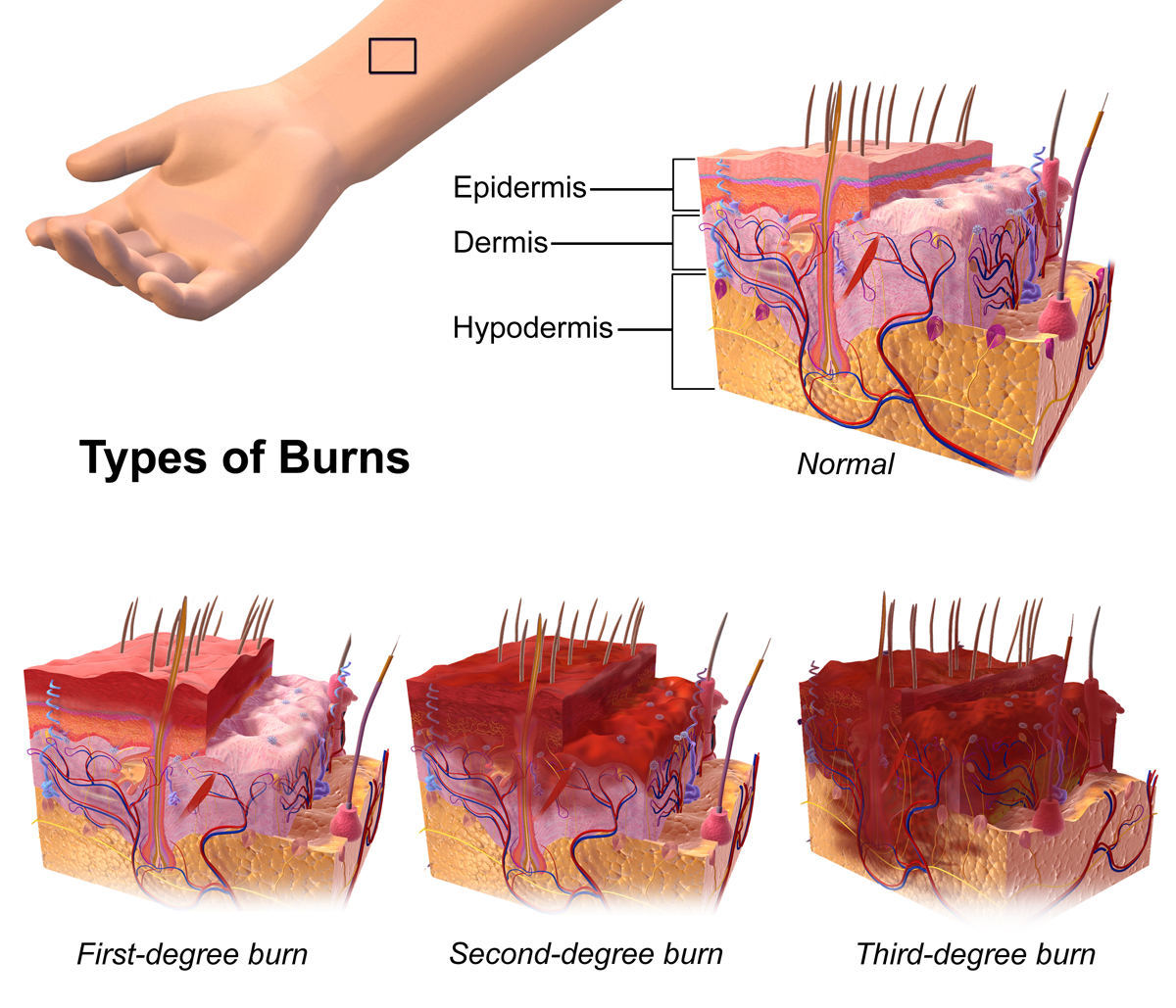
Quemaduras por su grado de gravedad.

Las quemaduras se producen por contacto con temperaturas extremas, sustancias químicas o radiaciones. Los efectos de las quemaduras varían en función de la profundidad y el tamaño. Las quemaduras superficiales o de primer grado sólo afectan a la epidermis, causando dolor durante un breve periodo de tiempo. Las quemaduras superficiales de espesor parcial provocan ampollas exudativas y requieren vendaje. Las quemaduras profundas de espesor parcial son secas y menos dolorosas debido a la abrasión de la piel y requieren cirugía. Las quemaduras de espesor total o de tercer grado afectan a toda la dermis y son susceptibles de infección. Las quemaduras de cuarto grado alcanzan tejidos profundos como músculos y huesos, provocando la pérdida de la zona afectada.
Las quemaduras térmicas son el tipo más común de quemaduras, causadas por el contacto con calor excesivo, incluido el contacto con llamas, el contacto con superficies calientes o las quemaduras por escaldadura causadas por el contacto con agua caliente o vapor. La congelación es un tipo de quemadura causada por el contacto con el frío excesivo, causando lesiones celulares y daño tisular profundo a través de la cristalización del agua en el tejido. Las quemaduras por fricción son causadas por fricción con objetos externos, dando lugar a una quemadura y abrasión. Las quemaduras por radiación son causadas por la exposición a radiación ionizante. La mayoría de las quemaduras por radiación son quemaduras solares causadas por radiación ultravioleta o alta exposición a radiación a través de tratamientos médicos como radiografía repetida o radioterapia.
Las quemaduras eléctricas se producen por el contacto con electricidad cuando ésta penetra en el cuerpo y lo atraviesa. Suelen ser más profundas que otras quemaduras, ya que afectan a los tejidos inferiores a medida que la electricidad penetra en la piel, y el alcance total de las quemaduras eléctricas suele quedar oculto. También provocan una gran destrucción de tejido en los puntos de entrada y salida. Las lesiones eléctricas en el hogar suelen ser leves, mientras que los cables eléctricos de alta tensión causan graves lesiones eléctricas en el lugar de trabajo. [Los rayos también pueden causar lesiones eléctricas graves. Las lesiones eléctricas mortales suelen estar causadas por espasmos tetánicos que inducen paro respiratorio o interferencias con el corazón que provocan paro cardíaco.
Las quemaduras químicas se producen por el contacto con sustancias corrosivas como ácidos o álcalis. Las quemaduras químicas son más raras que la mayoría de las demás quemaduras, aunque hay muchas sustancias químicas que pueden dañar los tejidos. Las lesiones más comunes relacionadas con sustancias químicas son las causadas por monóxido de carbono, amoníaco, cloro, ácido clorhídrico y ácido sulfúrico. Algunas armas químicas provocan quemaduras químicas, como las fósforo blanco. La mayoría de las quemaduras químicas se tratan con una amplia aplicación de agua para eliminar el contaminante químico, aunque algunos productos químicos que inducen quemaduras reaccionan con el agua para crear lesiones más graves. La ingestión de sustancias corrosivas puede provocar quemaduras químicas en la laringe y el estómago.

## Aspectos sociales y psicológicos
Las lesiones suelen causar daños psicológicos además de físicos. Las lesiones traumáticas se asocian con trauma psicológico y angustia, y algunas víctimas de lesiones traumáticas mostrarán síntomas de trastorno de estrés postraumático durante y después de la recuperación de la lesión. Los síntomas específicos y sus desencadenantes varían en función de la naturaleza de la lesión.  La imagen corporal y la autoestima también pueden verse afectadas por las lesiones. Las lesiones que causan discapacidades permanentes, como las lesiones medulares, pueden tener efectos graves en la autoestima.  Las lesiones desfigurantes pueden afectar negativamente a la imagen corporal, lo que lleva a una menor calidad de vida. Las lesiones por quemaduras, en particular, pueden causar cambios drásticos en la apariencia de una persona que pueden afectar negativamente a la imagen corporal.  
Las lesiones graves también pueden causar daños sociales. Las lesiones desfigurantes también pueden dar lugar a estigma debido a las cicatrices u otros cambios en la apariencia. Ciertas lesiones pueden requerir un cambio de ocupación o impedir el empleo por completo. Las actividades de ocio también se ven limitadas y, en particular, las actividades deportivas pueden resultar imposibles tras una lesión grave. En algunos casos, los efectos de las lesiones pueden tensar las relaciones personales, como los matrimonios. Se ha descubierto que las variables psicológicas y sociales afectan a la probabilidad de lesiones entre los atletas. El aumento del estrés vital puede causar un aumento de la probabilidad de lesión atlética, mientras que el apoyo social puede disminuir la probabilidad de lesión.  El apoyo social también ayuda en el proceso de recuperación tras las lesiones deportivas. 